# Yeamin Ahmed Chowdhury Munna
Yeamin Munna là một cầu thủ bóng đá người Bangladesh thi đấu ở vị trí hậu vệ. Hiện tại anh thi đấu cho Chittagong Abahani.